# 금강은행
금강은행(金剛銀行)은 조선민주주의인민공화국의 은행이다. 조선로동당이 직접 관리하는 은행으로 알려져 있다.
1978년 9월 조선민주주의인민공화국이 무역회사의 대외결제업무를 보다 원활하게 만들기 위해 세웠다. 특수은행으로 분류돼 일반 대중들을 대상으로 하지 않으며, 평양무역회사와 조선봉화총회사와 같은 무역회사들의 무역 결제 업무를 맡고 있다.
2016년 12월 미국 재무부는 조선민주주의인민공화국의 제5차 핵 실험과 무기 개발을 지원한 혐의로 금강은행을 금융거래 제재 대상에 포함시켰으며 2017년 3월 17일에는 SWIFT에서 금강은행을 차단했다.